# Diplazium roraimense
Diplazium roraimense là một loài thực vật có mạch trong họ Woodsiaceae. Loài này được Cremers & K.U. Kramer miêu tả khoa học đầu tiên năm 1993.